# Edwin Myers
Edwin Earle Myers (Hinsdale, 18 dicembre 1896 – Evanston, 31 agosto 1978) è stato un astista statunitense.

## Palmarès

### Olimpiadi
- Bronzo a Anversa 1920 nel salto con l'asta.